# Jarosław Janczewski
Jarosław Janczewski (ur. 23 czerwca 1966 w Wysokiem Mazowieckiem) – pułkownik żandarmerii Wojska Polskiego.

## Życiorys
Jarosław Janczewski w 1986 był absolwentem Wyższej Szkoły Oficerskiej Wojsk Pancernych w Poznaniu. Został skierowany do 5 Kołobrzeskiego Pułku Zmechanizowanego w Szczecinie na pierwsze stanowisko służbowe – dowódcę plutonu czołgów. W szeregi Żandarmerii Wojskowej wstąpił w 1998 i rozpoczął służbę jako starszy oficer Rejonowej Komendy ŻW w Warszawie. W tym samym roku ukończył Akademię Obrony Narodowej. Pełnił w latach 2000–2004 wiele funkcji w Mazowieckim Oddziale ŻW m.in. jako szef Wydziału Dowodzenia, szef sztabu i zastępca komendanta. W 2004 powierzono mu obowiązki pełnomocnika dowódcy Wielonarodowej Dywizji Centrum–Południe ds. ŻW w II zmianie Polskiego Kontyngentu Wojskowego w Iraku. Po powrocie do kraju został zastępcą szefa Oddziału Dowodzenia Komendy Głównej ŻW. Współtworzył od 2005 Oddział Specjalny Żandarmerii Wojskowej w Gliwicach i był jego pierwszym komendantem. Został w 2006 komendantem Mazowieckiego Oddziału ŻW, a 27 lipca 2007 decyzją ministra obrony narodowej wyznaczony został na zastępcę komendanta głównego ŻW.